# Гекони зелені
Зелені гекони (Naultinus) — рід геконів з родини Diplodactylidae. Налічує 9 видів.

## Опис
Загальна довжина представників цього роду геконів сягає до 20 см. На відміну від інших родів, шкіра має суцільно зелений колір з яскравими, білуватими або жовтими плями або смугами. Звідси походить її назва. Лише у самців двох видів присутній ще один колір. Мають широкий м'ясистий язик, рот синього, червоного чи жовтого кольору, також у наявності прозорі повіки. За очима є невеликі отвори. Хвіст конічної форми дуже міцний, довгий, витягнутий. Пальці тонкі й невеликі, але міцні.

## Спосіб життя
Полюбляють лісисті місцини, чагарники. Вдень вони гріються на сонці. Активні вночі. Харчуються комахами, метеликами, мухами, дрібними членистоногими, нектаром та ягодами. При небезпеці здатні відкидати хвоста.
Зелені гекони є живородні. Вагітність триває 10—12 місяців. Народжується 2 дитинча розміром 6—7 см.

## Розповсюдження
Це ендемік Нової Зеландії.

## Види
- Naultinus elegans
- Naultinus flavirictus
- Naultinus gemmeus
- Naultinus grayii
- Naultinus manukanus
- Naultinus punctatus
- Naultinus rudis
- Naultinus stellatus
- Naultinus tuberculatus